# بوشوک (بروکلین)
بوشوِک، بروکلین (به انگلیسی: Bushwick) یک محله کارگرنشین در ایالات متحده آمریکا است که در بروکلین واقع شده‌است. بوشوک ۱۲۹٬۲۳۹ نفر جمعیت دارد. اهلی این محله را به‌طور تاریخی مهاجران ژرمن تشکیل می‌داده‌اند اما در قرن بیستم هیسپانیها چیرگی بیشتری در منطقه دارند.